# Gobernación de Nabeul
La Gobernación de Nabeul, en árabe: ولاية نابل, es una de las veinticuatro gobernaciones tunecinas. Ésta se encuentra localizada en el noreste de Túnez, además tiene costas sobre el mar Mediterráneo. Su ciudad capital es la ciudad de Nabeul.

## Delegaciones con población en abril de 2014
- Béni Khalled 37,964
- Béni Khiar 43,132
- Bou Argoub 30,942
- Dar Châabane El Fehri 46,781
- El Haouaria 41,317
- El Mida 26,995
- Grombalia 67,475
- Hammamet 97,855
- Hammam Ghezèze 15,727
- Kélibia 58,491
- Korba 68,964
- Menzel Bouzelfa 37,860
- Menzel Temime 65,645
- Nabeul 73,128
- Soliman 53,491
- Takelsa 22,151

## Población y territorio
Viven en Nabeul unas 714.300 personas (cifras del censo llevado a cabo en 2014). La superficie de la Gobernación de Nabeul se extiende sobre un territorio que abarca unos 2.788 kilómetros cuadrados. La densidad poblacional es de 256,205 habitantes por kilómetro cuadrado.
- Datos: Q328145
- Multimedia: Nabeul Governorate / Q328145